# 聖曼努埃爾 (亞利桑那州)
聖曼努埃爾（英語：San Manuel）是位於美國亞利桑那州皮納爾縣的一個人口普查指定地區。根據2010年美國人口普查，該地人口為3551人，而該地的面積約為53.75平方千米。

## 地理
聖曼努埃爾的座標為32°36′18″N 110°38′00″W / 32.60500°N 110.63333°W，而該地最高點為海拔高度1052米（即3451英尺）。